# Канатна дорога Місхор — Ай-Петрі
44°25′33″ пн. ш. 34°04′13″ сх. д. / 44.425743° пн. ш. 34.070390° сх. д.

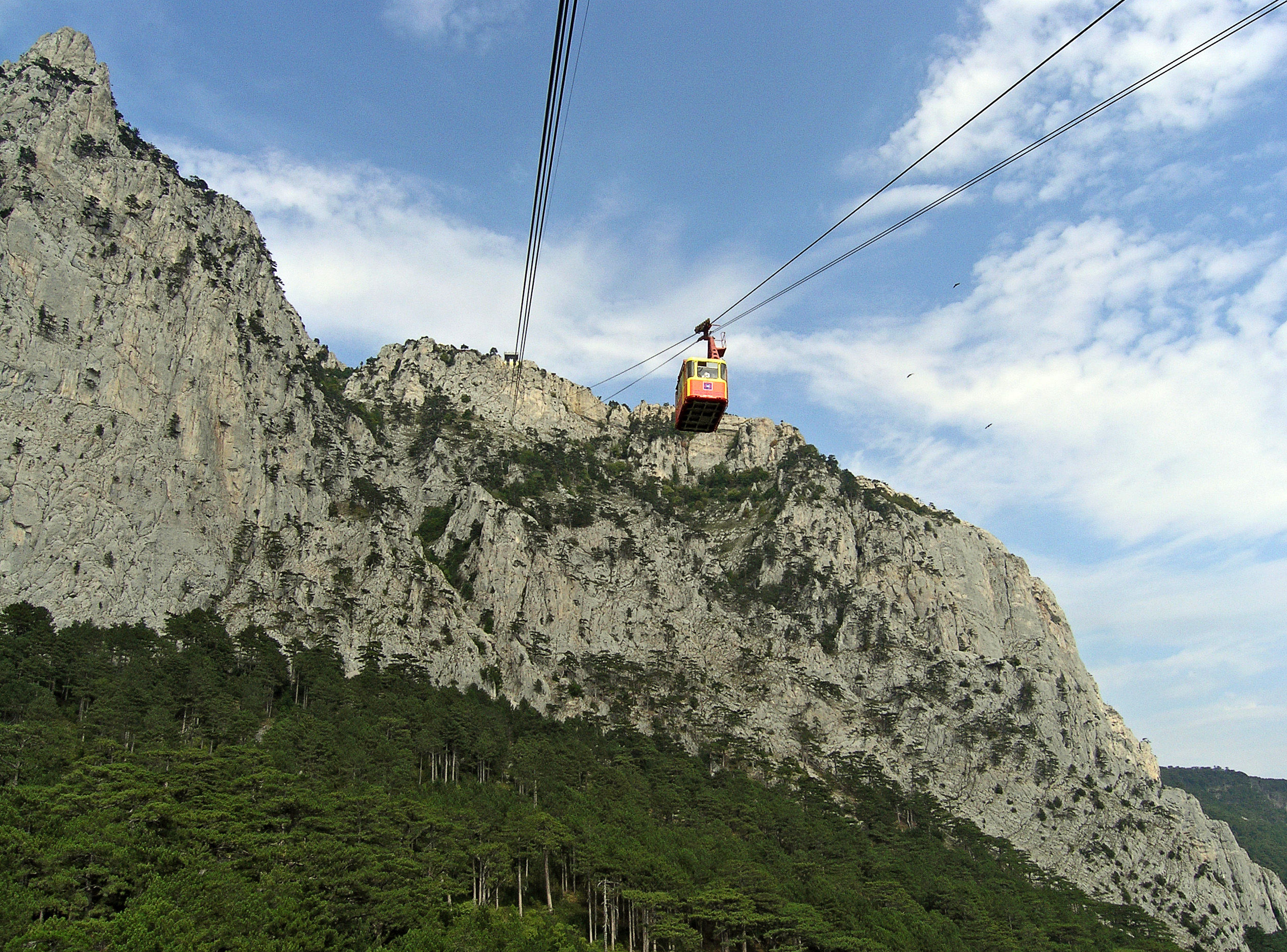
Кабіна канатної дороги

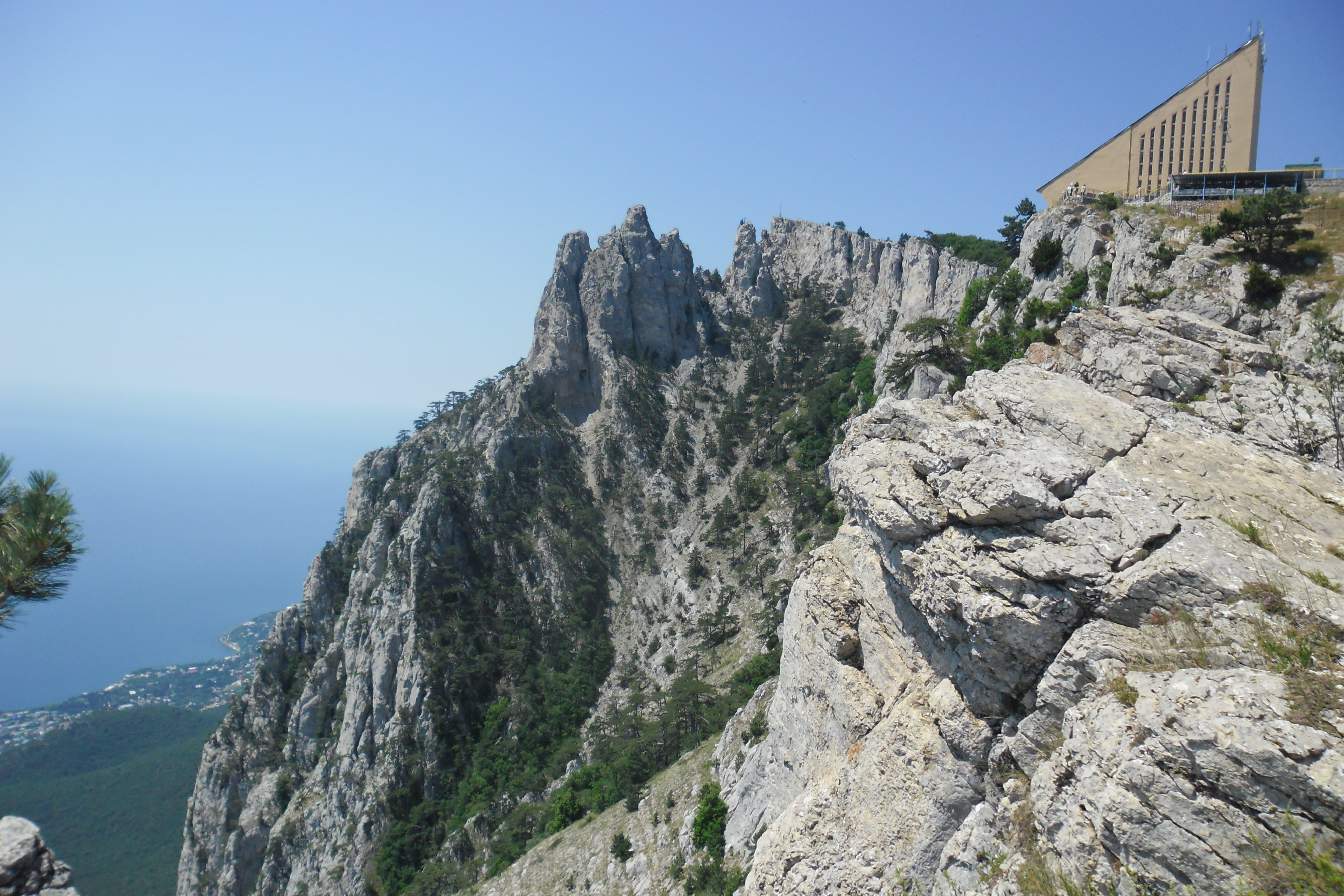
Верхня станція канатної дороги.

Канатна дорога — Місхор — Сосновий Бір — Ай-Петрі — пасажирська канатна дорога, яка з'єднує плато Ай-Петрі та Місхор.
Дорога будувалася починаючи з 1967 року. Під час будівництва довелося міняти проект через те, що навішені канати лягли на скелі, а скелі заради будівництва руйнувати не захотіли. Першими пасажирами канатної дороги 31 грудня 1987 року стали члени приймальної комісії. Відкриття дороги відбулося в березні 1988 року.
Є три станції: «Місхор» (нижня, 86 метрів над рівнем моря), «Сосновий Бір» (середня, 304 метрів над рівнем моря) та «Ай-Петрі» (верхня, 1152 метрів над рівнем моря). Довжина дороги понад 3,5 кілометрів. Діє цілий рік.
Відстань між станціями «Місхор» і «Сосновий Бір» становить близько 1310 метрів. Підйом відбувається в сосновому лісі Ялтинського гірничо-лісового заповідника.
Між станціями «Сосновий Бір» та «Ай-Петрі» немає жодної опорної вежі, а відстань між цими станціями становить 1860 метрів.
Пасажирська кабінка проходить шлях за 20 хвилин. Вона важить 1,5 тонни і вміщає 35 осіб. Всього дорогою курсують 4 кабінки. Швидкість руху у верхній частині дороги становить 8 метрів на секунду, у нижній — 6 метрів на секунду. Кут підйому — 45°. Дорога зроблена за маятниковим типом. Кабінки рухаються в протифазі одна до одної по дві між сусідніми станціями.
Канатна дорога обладнана власною автономною електростанцією.
Обслуговчий персонал складається зі 120 осіб. Влітку додатково залучається ще 40 осіб.
З 2000 року дорога обслуговується ТОВ «Стартінвест».
Взимку, під час занесення доріг снігом, канатна дорога є єдиним засобом сполучення з Ай-Петринською яйлою. Установи, які розташовані на яйлі в цьому разі отримують продукти та інші речі канатною дорогою.